# Bandola (cheval)
Bandola (née le 26 mars 1948, morte le 26 mars 1983) est une jument arabe grise, connue pour son titre de « reine de Pologne »,. Elle a été engendrée par Witraz, issue de la jument de race Arabe polonais Balalajka.

## Histoire
Bandola est mise au monde le 26 mars 1948 au haras polonais d'Albigowa. Elle a été engendrée par Witraz, par le célèbre Ofir, qui a également engendré Witez II, et Balalajka, par Amurath-Sahib. Balalajka a été considérée comme l'une des meilleures poulinières de Pologne. Au printemps 1951, Bandola est envoyée aux hippodromes de Varsovie. Elle a couru 23 fois en 2 ans. Un an plus tard, elle est renvoyée à Albigowa, où elle a d'abord donné naissance à des jumeaux prématurés mais a continué d'être une jument reproductrice. Son éleveur, Roman Pankiewicz, également directeur adjoint d’Albigowa à l’époque décrit Bandola en ces termes : « Comme chaque beauté, Bandola était un peu vaine. Elle a toujours aimé être admirée et séduire par son apparence et sa distinction. Elle avait cependant un caractère très indépendant, cherchant toujours des moyens de faire des choses qui lui étaient interdites." En 1961, Albigowa a interrompu sa lignée d’arabes et a fermé ses portes  envoyant Bandola au haras de Janow Podlaski.
Bandola faisait partie d'une "famille" d'une importance considérable. Elle est la propre sœur de l'étalon Bask et d’Arfa, la mère d’Argos, un étalon important en Grande-Bretagne pour Patricia Lindsay. Sa sœur 3/4 Bachantka (de Wielki Szlem) avait été importée aux États-Unis en 1961 par Varian Arabians, où elle était championne du Top Ten et importante fondatrice du programme Varian. Son grand-père, Ofir, faisait partie du groupe de chevaux pris lors de l'invasion soviétique de la Pologne. Ofir était de l’étalon Kuhailan Haifi, originaire du désert, qui avait été importé de la région de Jauf, dans la péninsule arabique, par le prince Roman Sanguszko du haras de Gumniska.
En raison de sa faiblesse générale, Bandola est morte le jour de son 35e anniversaire, le 26 mars 1983. Elle a été enterrée dans un parc près de Janow à côté de Czort et Celebes et a été honorée comme la première jument à être inscrite dans très célèbre Park of Legends

## Descendance et héritage
À l'âge de 27 ans, Bandola avait donné 16 poulains au cours de sa carrière de reproductrice. Les plus remarquables sont Bandos, de Negatiw, qui a engendré 3 gagnants du Derby et 10 champions nationaux polonais et * Banat, qui était l'étalon champion national de la Grande-Bretagne et vendu à la vente de prestige polonaise en 1984 aux États-Unis, pour 525 000 $.